# Rundvik
Rundvik är en tätort i Nordmalings kommun, belägen vid Bottenhavet cirka 9 kilometers vägavstånd sydväst om Nordmaling. Samhället växte upp på mark ursprungligen tillhörande Lögdeå by som en följd av den industrietablering som genomfördes av Nordmalings Ångsågs AB från 1861 och framåt. 

## Historia

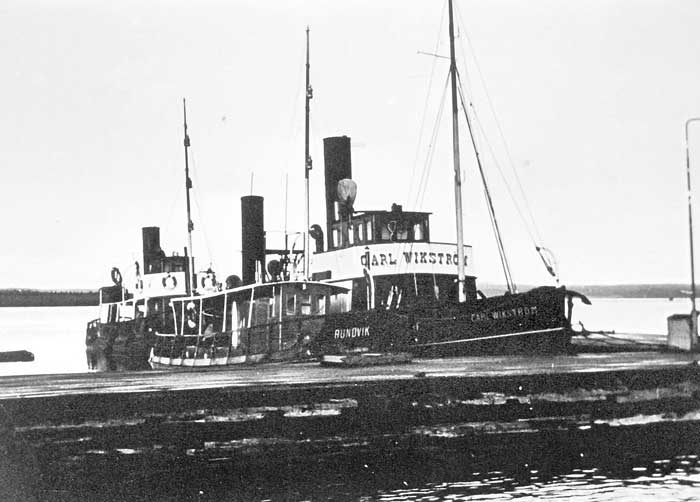
Bogserbåtar vid Nordmalings Ångsåg i Rundvik, den ena döpt efter Carl Wikström

Platsen där Rundvik ligger ägdes ursprungligen av Lögdeå by och användes som fiskeplats. I ett bystämmoprotokoll från 1860 nämns fiskestället norra Ronviken, uppkallat efter Ron som var det gamla namnet på Nordmalingsfjärden. Än idag står några fiskebodar kvar på Brohällarna och utgör Rundviks äldsta byggnader. Den 29 oktober 1861 köpte det nybildade bolaget  Nordmalings Ångsågs AB mark vid norra Ronviken av Lögdebönderna för att anlägga ett sågverk på Klubben. I köpehandlingen angavs att bönderna skulle få ersättning för de skador som timmerflottningen eventuellt orsakade på fiskeredskapen samt att de skulle ha fri väg för sina djur ut till betesmarkerna på Kallskäret.

### Sågverket
Nordmalings Ångsågs AB bildades 1861 och produktionen i sågverket kom igång 1863. År 1891 moderniserades sågen och fick två nya ångmaskiner. Vid sekelskiftet 1900 bodde runt 600 personer i Rundvik, varav ungefär 200 arbetade på sågen. Sågverket moderniserades åter 1921 och överlevde därmed den så kallade sågverksdöden på 1920-talet.

### Masonitfabriken
Huvudartikel: Masonite AB
Grosshandlare Carl Wikström som var huvudägare i sågverket letade 1927 efter kompletterande verksamheter. Han skaffade sig licens att tillverka träfiberskivor enligt den patenterade masonmetoden som uppfunnits av William H Mason 1925. År 1929 färdigställdes en masonitfabrik i Rundvik, med avfall från sågverk och skog som baskomponenter. Fabriken utvecklades och produktionen ökade och var som störst 1970. År 1982 gick masonitföretaget samman med Swanboards och ingick därmed i koncernen Rottneros, när denna koncern senare begärde sina fiberskivefabriker i konkurs. Fabriken i Rundvik fortsatte dock med nya ägare, från sommaren 2006 i den norska koncernen Byggma ASA. Företaget gick i konkurs i april 2011 och tillverkningen av masonit i Rundvik upphörde. Kvar blev dock Masonite Beams AB, som tillverkar I-balkar av träfiber. I maj 2012 såldes maskinerna för tillverkning av masonit till Thailand.

### Administrativ historik
Rundvik är beläget i Nordmalings socken och ingick efter kommunreformen 1862 i Nordmalings landskommun. I denna inrättades för orten 12 juni 1936 Rundviks municipalsamhälle som upplöstes med utgången av 1964. Orten ingår sedan 1971 i Nordmalings kommun.

### Befolkningsutveckling
| Befolkningsutvecklingen i Rundvik 1950–2020 | Befolkningsutvecklingen i Rundvik 1950–2020 | Befolkningsutvecklingen i Rundvik 1950–2020 | Befolkningsutvecklingen i Rundvik 1950–2020 | Befolkningsutvecklingen i Rundvik 1950–2020 |
| ------------------------------------------- | ------------------------------------------- | ------------------------------------------- | ------------------------------------------- | ------------------------------------------- |
|                                             |                                             |                                             |                                             |                                             |
| År                                          |                                             |                                             | Folkmängd                                   | Areal (ha)                                  |
| 1950                                        | 1950                                        |                                             | 1 464                                       |                                             |
| 1960                                        | 1960                                        |                                             | 1 389                                       |                                             |
| 1965                                        | 1965                                        |                                             | 1 323                                       |                                             |
| 1970                                        | 1970                                        |                                             | 1 221                                       |                                             |
| 1975                                        | 1975                                        |                                             | 1 161                                       |                                             |
| 1980                                        | 1980                                        |                                             | 1 121                                       |                                             |
| 1990                                        | 1990                                        |                                             | 1 024                                       | 179                                         |
| 1995                                        | 1995                                        |                                             | 1 005                                       | 184                                         |
| 2000                                        | 2000                                        |                                             | 955                                         | 185                                         |
| 2005                                        | 2005                                        |                                             | 911                                         | 185                                         |
| 2010                                        | 2010                                        |                                             | 817                                         | 183                                         |
| 2015                                        | 2015                                        |                                             | 810                                         | 171                                         |
| 2020                                        | 2020                                        |                                             | 800                                         | 171                                         |
|                                             |                                             |                                             |                                             |                                             |

## Samhället
I samhället finns daghem, småbåtshamn, sporthall, fotbollsplan, terrängspår, skidspår, pulkbacke, kyrka, restaurang, närlivs, servicehus och samlingslokal med biograf.
Ett skolmuseum och en masoniteutställning öppnades 2004 i den gamla skolbyggnaden vid skolan. Museet har sedan varit öppet på Rundviksdagen och vid andra arrangemang och öppnats vid bokning.

## Näringsliv
- Byggma ASA, sedan 2006 ägare till numera upphörda Masonite AB samt till Masonite Beams AB
- SCA Timber AB, ägare till Rundviks Sågverk, före detta Nordmalings Ångsågs AB

Det finns en godsterminal vid Botniabanan invigd 2021.

## Idrott
IFK Rundvik bildades 1927 och hade 300 medlemmar år 2004.. Fotbollssektionen hade år 2010 juniorlag och seniorlag för både damer och herrar.. IFK Rundvik har även en armbrytningssektion med styrketräningslokal vid skolan och två skidspår vid idrottsplatsen.